# 艾珀利山

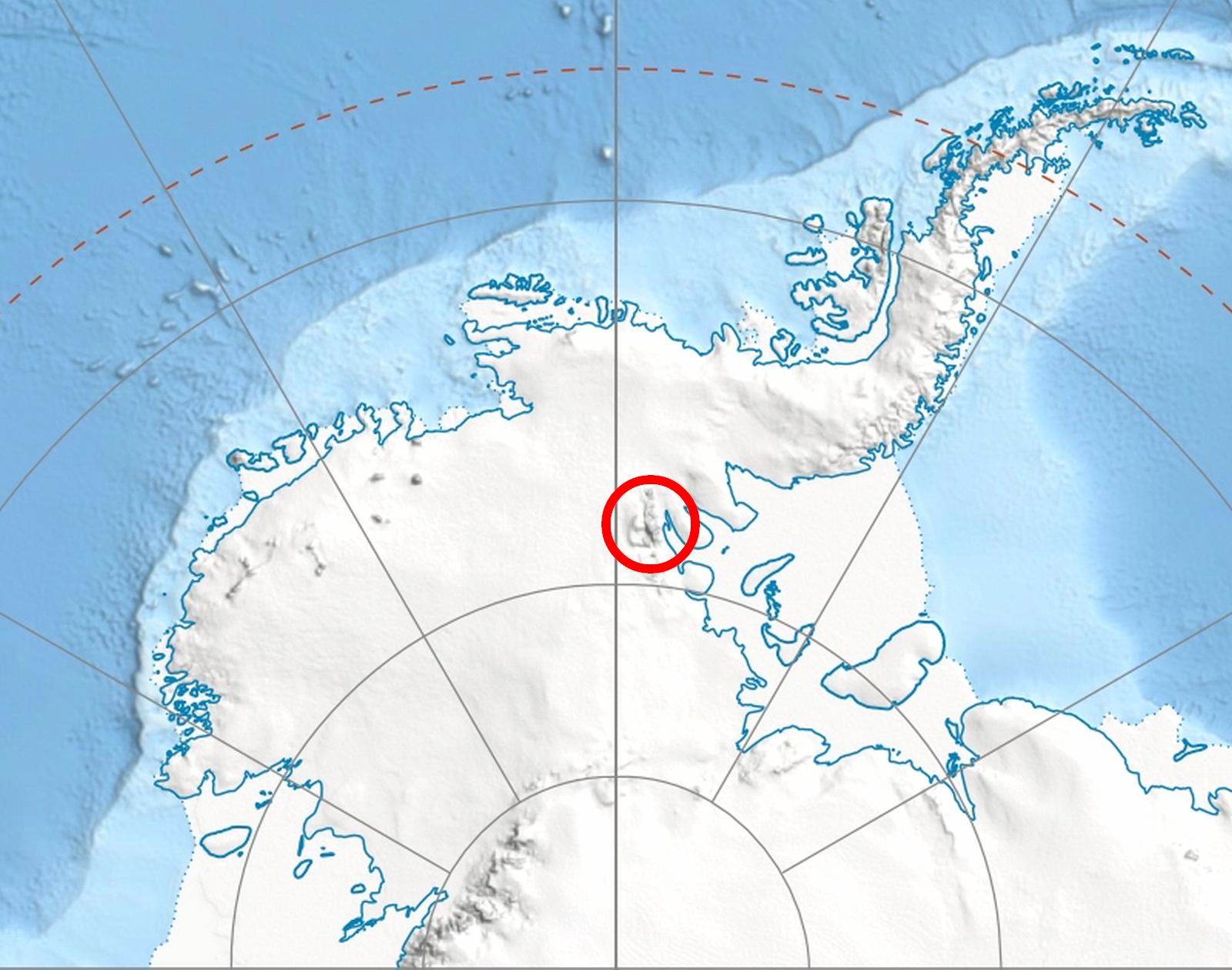

艾珀利山（英語：Mount Epperly），是南極洲的山峰，位於埃爾斯沃思地，屬於埃爾斯沃思山脈中森蒂納爾嶺的一部分，海拔高度4,359米，東北面有塞韋拉蒂冰川和拉莫里諾冰川，現時由南極條約體系管理。